# Pyxinioides balani
Pyxinioides balani is een soort in de taxonomische indeling van de Myzozoa, een stam van microscopische parasitaire dieren. Het organisme komt uit het geslacht Pyxinioides en behoort tot de familie Uradiophoridae. Pyxinioides balani werd in 1912 ontdekt door Tregouboff.